# Svani
Svani (gruzijsko: სვანი, Svani) so etnična podskupina Gruzijcev (Kartvelijcev)  , ki živijo večinoma v Svanetiju, regiji na severozahodu Gruzije. Govorijo svanski jezik in so večinoma dvojezični tudi v gruziščini. Oba jezika spadata v kartvelijsko (južnokavkaško) jezikovno družino. V sovjetskem popisu pred 1930-imi so Svani dobili svojo kategorijo »etnična skupina« (nacional'nost) . Svani sebe imenujejo Mušüan, kar se verjetno odraža v etnonimu Misimian klasičnih avtorjev .

## Zgodovina
Svani se po navadi poistovetijo s Sanni, ki jih omenjata Strabon in Plinij starejši, ki sta jih postavila bolj ali manj na območje, ki ga še danes zasedajo sodobni Svani.
V Ruskem cesarstvu in zgodnji Sovjetski zvezi so imeli Mingrelijci in Svani svoje popisno skupino, vendar so jih v 1930-ih uvrstili pod širšo kategorijo Gruzijcev. So gruzijski pravoslavni kristjani, pokristjanjeni v 4. do 6. stoletju. Vendar je ohranjenih nekaj ostankov predkrščanskih verovanj. Sveti Jurij (domačinom znan kot Jgëræg), zavetnik Gruzije, je najbolj cenjen svetnik. Svani so ohranili številne svoje stare običaje, vključno s krvnim maščevanjem, čeprav ta tradicija s časom upada in je predmet pregona. Njihove družine so majhne, mož pa je glava družine. Svani zelo spoštuje starejše ženske v družinah.

## Jezik
Običajno so dvojezični in uporabljajo tako gruzinski kot svoj svanski jezik, ki ne pozna pisave in je z gruzinščino le v daljnem sorodu. Vendar vse bolj uporabljajo gruzinščina, ki je jezik kulture in izobraževanja v Gruziji.

## Genetika
Po haplogrupah Y-DNA so Svani skoraj v celoti sestavljeni iz DNK iz ene edinstvene haplogrupe F * (Y-DNA), znane kot haplogrupa F [xI, G, J2, K], ki jo najdemo pri populaciji Abazinov (29 %), Čečenov (32 %) in Dargincev (27 %), preostalih 8 % DNK pa je del haplogrupe G-M201. 